# Депутатская улица (Киев)
Депута́тская у́лица (укр. Депута́тська ву́лиця) — улица в Святошинском районе города Киева, местности Святошино, Авиагородок. Пролегает от площади Героев Бреста до улицы Николая Краснова.
Примыкают улица Генерала Витрука, бульвар Академика Вернадского и Сельская улица.

## История
Возникла в середине XX века под названием 1-я Новая.